# Ludwig Meyländer genannt Rogalla von Bieberstein
Ludwig Meyländer genannt Rogalla von Bieberstein (Labiau, 14 luglio 1873 – Wartenburg, 4 agosto 1940) è stato un militare tedesco appartenuto ad una famiglia junker prussiana, e la sua famiglia era quella dei conti Rogalla von Bieberstein; suo padre era Walter Rogalla von Bieberstein e suo zio Ferdinand Rogalla von Bieberstein.

## Biografia
Ludwig fu notato dal professore di Lipsia per il suo talento per la poesia, e fu iscritto al Collegium Friedricianum dell'allora Königsberg. Nel maggio 1884, suo padre Walter lo avviò alla carriera militare nell'esercito tedesco e lo iscrisse all'accademia militare di Schwerin, dalla quale uscì alfiere di un reggimento di ulani.

Promosso tenente, fu poi di stanza in un reggimento di ussari al confine con la Francia, presso Treviri. Successivamente fu nominato capitano della riserva a Wehlau, in Prussia.
Durante la prima guerra mondiale, Rogalla von Bieberstein ebbe numerosi comandi sul fronte occidentale in Alsazia e presso Metz e partecipò alla prima battaglia della Marna, venendo trasferito nel 1917 come comandante della riserva a Heidelberg.
Quando i russi si appropriarono della regione di Königsberg/Kaliningrad durante l'invasione russa della Prussia Orientale (1914), il castello di famiglia di Laukischken e altri territori nella Pomerania furono confiscati come proprietà di aristocratici, e i Rogalla von Bieberstein dovettero fuggire in Germania, dove Ludwig, in merito alle sue azioni di guerra, fu insignito dell'Ordine dell'Aquila Rossa e il politico Thilo von Trotha, ricco amico di famiglia, ospitò la famiglia nella sua villa presso Magdeburgo.
Durante la Repubblica di Weimar, Rogalla von Bieberstein fu un noto critico della politica di Ebert, ma non appoggiò neanche il regime dittatoriale di Hindemburg e fu un aspro critico e oppositore monarchico del nazismo; fondò con Johann Georg von Dewitz un'associazione di militari prussiani antinazisti, e prima di morire fu condannato agli arresti domiciliari dal governo di Hitler.